# Boletus coniferarum
Boletus coniferarum es una especie de hongo boleto en la familia Boletaceae. Es nativo de América del Norte. La especie no es comestible.